# Pseudalsophis hoodensis
Espèce
Synonymes
- Dromicus hoodensis Van Denburgh, 1912
- Philodryas hoodensis (Van Denburgh, 1912)
- Philodryas biserialis hoodensis (Van Denburgh, 1912)

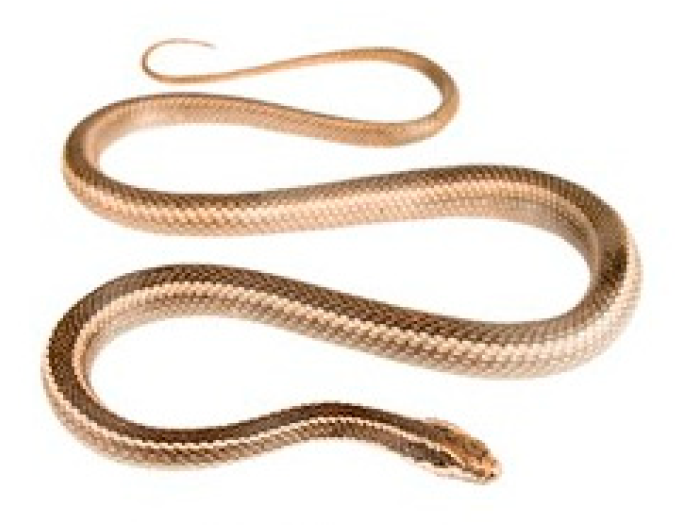
photo d'un serpent Pseudalsophis hoodensis

Pseudalsophis hoodensis  est une espèce de serpents de la famille des Dipsadidae.

## Répartition
Cette espèce est endémique des îles Galápagos.

## Description
L'holotype de Pseudalsophis hoodensis, un mâle, mesure 735 mm dont 217 mm pour la queue.

## Taxinomie
Cette espèce a été élevée au rang d'espèce par Zaher, Grazziotin, Cadle, Murphy, de Moura-Leite & Bonatto en 2009.

## Étymologie
Son épithète spécifique, composée de hood et du suffixe latin -ensis, « qui vit dans, qui habite », lui a été donnée en référence au lieu de sa découverte, l'île Hood, autre nom de l'île Española.

## Publication originale
- Van Denburgh, 1912 : Expedition of the California Academy of Sciences to the Galapagos Islands, 1905-1906. IV. The snakes of the Galapagos Islands. Proceedings of the California Academy of Sciences, sér. 4, vol. 1, p. 323-374 (texte intégral).